# Middelbeers
Middelbeers est un village situé dans la commune néerlandaise d'Oirschot, dans la province du Brabant-Septentrional. Le 1er janvier 2008, le village comptait 3 394 habitants.
Avant 1997, Middelbeers était le chef-lieu de la commune d'Oost-, West- en Middelbeers.